# Helina consimilata
Helina consimilata är en tvåvingeart som beskrevs av Malloch 1920. Helina consimilata ingår i släktet Helina och familjen husflugor. Inga underarter finns listade i Catalogue of Life.